# Inflamación-envejecimiento
El inflam-envejecimiento o inflamm-aging es una inflamación crónica, estéril y de bajo grado que se desarrolla con la edad avanzada, en ausencia de infección manifiesta, y que puede contribuir a las manifestaciones clínicas de otras patologías relacionadas con la edad. Se cree que el envejecimiento inflamatorio está causado por una pérdida de control de la inflamación sistémica, lo cual resulta en una sobreestimulación crónica del sistema inmunitario innato. La inflamación es un factor de riesgo importante de mortalidad y morbilidad en las personas mayores.
La inflamación es esencial para proteger contra infecciones virales y bacterianas, así como contra estímulos nocivos. Forma parte del proceso de curación, aunque una inflamación prolongada puede ser perjudicial. La dinámica de la red inflamatoria cambia con la edad, y factores como los genes, el estilo de vida y el entorno contribuyen a estos cambios. Las investigaciones actuales sobre la inflamación se centran en comprender la interacción de las vías moleculares dinámicas que subyacen tanto al envejecimiento como a la inflamación, y cómo cambian con la edad cronológica.